# Lavov
Lavov, L'viv, Lviv ili Ljviv (ukr. Львів/Ľviv (čitaj: Ljviv), rus. Львов/Ľvov (čitaj: Ljvov), polj. Lwów (čitaj: Ljvuf), lat. Leopolis, njem. Lemberg, armen. Լվով (čitaj: Lvov)) — grad u zapadnoj Ukrajini,  u regiji Galiciji, s više od 735 000 stanovnika. Svakodnevno na posao i školovanje u grad stiže još dodatnih 200 000 ljudi.
Leži na rijeci Poltvi, na oko 80 km od poljske granice. Administrativno je središte Lavovske oblasti. Prvi pisani spomen potječe iz 1256. godine. Utemeljio ga je kralj Danilo Romanovič Galickij nazvavši ga u čast prema svome sinu i također ukrajinskom kralju Levu Daniloviču.
Lavov zauzima prvo mjesto u Ukrajini po broju očuvanih kulturno-povijesnih spomenika. Svojom ljepotom, spomenicima i širokom lepezom stilova gradnje ne ističe se samo među ukrajinskim gradovima, već i među prestižnim gradovima središnje i istočne Europe.
Povijesna jezgra grada, od 1998. je unesena na UNESCOv popis svjetske kulturne baštine. U samom središtu grada nalazi se veliki broj spomenika kulture koji datiraju iz razdoblja od 16. do 17. stoljeća. Mnogi europski povjesničari grad Lavov smatraju muzejom na otvorenom prostoru.  

## Zemljopisni položaj
Grad je smješten na čvorištu Lavovske visoravni, brdovitog Rostočja i nisko položenog Pobužja, na osamdesetak kilometara istočno od granice s Poljskom. Leži na brežuljcima, prosječna nadmorska visina iznosi 289 m, dok je brdo Vysokyj Zamok (Visoki Zamak) najviša visinska točka Lavova sa svojih 409 m nadmorske visine.

## Klimatski uvjeti
Klima grada Lavova je umjereno kontinentalna. Prosječna siječanjska temperatura iznosi −4 °C dok ona u lipnju +18 °C. Godišnja količina oborina iznosi oko 760 mm, s primjetnim pomanjkanjem oborina u ljetnim mjesecima. Oblačnost je prisutna 66% dana godišnje.
Po meteorološkim praćenjima najviša je temperatura ikada zabilježena u Lavovu iznosila +37 °C u rujnu 1921. g. dok je najnižih −35,8 °C izmjereno u veljači 1929. godine.

## Povijest grada
Osnutak grada Lavova:
Prema pojedinim arheološkim istraživanjima, na mjestu današnjeg Lavova (Ljviva) postojala su manja naselja već tijekom V. stoljeća, ali ona nisu imala značaj za razvoj srednjovjekovnog grada Lavova. Prema Nestorovim kronikama taj je prostor osvojio kijevski knez Vladimir Veliki 981. godine prilikom ekspanzije srednjovjekovne države Kijevske Rusi.
U sklopu najezde Mongola, poltičko i kulturno središte grad Kijev je srušen i spaljen gotovo do temelja 1240. godine. Deset godina kasnije 1250. godine, ukrajinski kralj Danilo Romanovič Galickij, osnovao je obrambenu utvrdu grad Lavov, koji je za vrijeme vladavine njegova sina Leva Daniloviča postao razvijenim ukrajinskim političkim i kulturnim središtem. Krajem 13. i početkom 14. stoljeća grad Lavov je u političkom i kulturnom smislu postao jednim od najutjecajnijih gradova Europe čija je kraljevska vlast blisko surađivala s utjecajnom Rimskom crkvom.
Posljednji ukrajinski vladari grada Lavova do 1340. bili su Andrij Jurijovič, Lev II. Jurjovič i potom knez Jurij II. Voleslav Trojdenovič. Godine 1349., poljski kralj Kazimir III. zauzima Lavov i kroz sedam godina (1356.) uvodi Magdeburško pravo. To daje dodatni silni poticaj razvitku grada, posebice se ističe armenska zajednica koja 1363. utemeljuje Armensku crkvu. U razdoblju od 1370. do 1387. Lavov se nalazi u sastavu Mađarske. Godine 1387. Lavov i okolica se pripajaju poljskoj kruni i kraljici Jadwigi. Kasnije će se neki od poljskih kraljeva kruniti upravo u Lavovu.
Poljsko-litvanska država:
U sastavu Poljske (kasnije Poljsko-litvanske unije) Lavov je središte Rus'kog (Ukrajinskog) vojvodstva koje je bilo sačinjeno od 5 regija: Holm, Sanok, Galič, i Peremišalj. Grad je dobio pravo na vlastita spremišta što je rezultiralo znatnim povećanjem dobiti od robe koja se prevozila od Baltičkog do Crnog mora. Tijekom narednih stoljeća stanovništvo će se povećavati, u grad će pristizati ljudi različitih narodnosti i vjera. Lavov će naposljetku postati važno središte kulture, znanosti i trgovine. Nakon što je izgrađen sustav obrambenih zidina, ostao je jednim od najbolje utvrđenih gradova Europe koji je štitio zemlju s jugoistoka.
U gradu su se tada istovremeno nalazile čak tri nadbiskupije: rimokatolička, grkokatolička i armenijsko-katolička. Ovdje je pristizalo mnoštvo doseljenika iz raznih zemalja. Osim Ukrajinaca i Poljaka, u grad su pristizali Nijemci, Židovi, Talijani, Englezi, Škoti i mnogi drugi narodi. Od 16. stoljeća vjersku sliku grada nadopunjuju još i protestanti. U prvoj polovici 17. stoljeća grad je imao između 25 i 30 tisuća žitelja. Već je tada postojalo oko 30 obrtničkih organizacija koje su okupljale preko sto različitih struka. Godine 1618. Lavov se spominje u djelu njemačkih povjesničara: Istaknuti gradovi svijeta.
Ustanak Bogdana Hmeljnickog:
U 17. stoljeću Lavov se u nekoliko navrata uspješno branio od opsada i ustanaka domicijalnih ukrajinskih stanovnika. Stalne borbe s osvajačima dale su gradu geslo Semper fidelis (uvijek vjeran). Godine 1649. grad su opkolili i oslobodili autohtoni stanovnici ukrajinski kozaci na čelu s hetmanom Bogdanom Hmeljnickim. Ukrajinci nisu mogli dugotrajno zadržati kontrolu nad zauzetim Lavovom jer je poljska vojska bila daleko opremljenija i brojnija.
Godine 1655. švedska vojska prodire u Poljsku, osvaja velik dio njezina teritorija i zauzima Lavov. Međutim, i Šveđani su bili primorani prekinuti opsadu grada. Već naredne godine Lavov će okružiti vojska transilvanijskog vojvode Georgija I. Rákóczya, no ni on neće uspjeti dugotrajno osvojiti grad.
Godine 1672. moćna vojska Osmanskog carstva pod vodstvom Mehmeda IV. opkoljava Lavov, no rat će se završiti prije nego što Osmanlije zauzmu grad. Već 1675. grad su ponovno napadali Turci i Tatari, ali ih je poljski kralj Jan III. Sobjeski pobijedio uz pomoć ukrajinskih kozaka kojima su obećane posebne povlastice.
Za vrijeme Velikog sjevernog rata, 1704. po prvi puta u svojoj povijesti grad je osvojila švedska vojska na čelu s kraljem Karlom XII., a 1707. u Lavov je doputovao ruski car Petar I. Prema legendi, careva je kočija zapela u blatu na starom nepopločenom trgu Rynku. Poslije tog događaja, po nalogu samog cara, cijeli trg je bio popločen.
Austrijska vladavina:
Nakon Prve podijele Poljske i Zaporoške republike, 1772. Lavov je sada pod imenom Lemberg sjedište austrijske provincije Galicije.
Službeni jezik postao je njemački i većinu radnih mjesta u gradskoj administraciji zauzeli su Austrijanci i Česi. Međutim, grad je i nadalje bio važno središte poljske i ukrajinske kulture. Na samom početku, austrijska vlast je bila dosta liberalna. Car Josip II. ponovno je otvorio sveučilište 1784. godine, a predavanja su se odvijala na latinskom, njemačkom, poljskom, a od 1786. i na ukrajinskom jeziku. Wojciech Bogusławski otvorio je prvo javno kazalište 1794. godine, a Józef Maksymilian Ossolinski osnovao je 1817. znastveni institut Ossolineum.
Početkom 19. stoljeća austrijske vlasti počinju vršiti temeljitu germanizaciju. Sveučilište je ponovno zatvoreno 1805., da bi se otvorilo 1817., ali ovaj puta kao čisto germanska obrazovna institucija. I većina drugih javnih i kulturnih organizacija bila je zabranjena. 
Kruti zakoni koje je nametala habsburška dinastija dovela je do izbijanja općeg nezadovoljstva 1848. godine. Caru je bila poslana peticija s molbom da se gradu vrati samouprava, obrazovanje na poljskom i ukrajinskom jeziku, s time da i poljski dobije status službenog jezika. Većina navedenih zahtjeva će se i ostvariti u narednih dvadesetak godina. Od 1861. u Lavovu je ponovno otvoren Galicijski parlament (Sejm Krajowy), a od 1867. Galiciji je dana široka autonomija, kako na kulturnom tako i na gospodarskom planu. Sveučilištu je dopušteno provoditi nastavu na poljskom jeziku.
Kako je Galicija postala jedini dio bivše Poljske koja je imala relativnu kulturnu i političku slobodu, Lavov je postao važno središte poljske kulture i političkog života. Uz navedeno, grad je bio važan i za ukrajinski pokret otpora i ukrajinski kulturni život, jer u to su vrijeme središnja i istočna Ukrajina bile pod vlašću carske Rusije, koja je u potpunosti zabranjivala bilo kakve oblike djelovanja na ukrajinskom jeziku.
Gradu je također bilo dano pravo na vlastitog predstavnika u bečkom parlamentu što je u Lavov privlačilo mnoge značajne kulturne i političke djelatnike. Postao je mjesto na kojem su se susretale ukrajinska, poljska, židovska i austrijska kultura.

### Povijest 20. stoljeća
Sukobljavanje Poljaka i Ukrajinaca:
Tijekom Prvog svjetskog rata grad je zauzela ruska vojska u rujnu 1914., no već sljedeće godine u lipnju, grad su ponovno preuzele snage Austro-Ugarske. Padom Habsburške monarhije na samom kraju rata, lokalno je ukrajinsko stanovništvo proglasilo Lavov glavnim gradom oslobođene Zapadnoukrajinske republike, 1. studenog 1918. godine. 
Povlačenjem Austrijanaca, dogovoreno je da se vlast preda Ukrajincima. Međutim, već istog dana poljsko stanovništvo Lavova podiglo je oružani ustanak i uskoro preuzelo kontrolu u središtu grada. Ne mogavši slomit otpor Poljaka, Ukrajinci su opkolili grad. Rješenje nastale situacije dogovorili su saveznici na sastanku u Parizu, gdje je odlučeno da se grad preda Poljacima, a da će se konačna budućnost grada riješiti poslijeratnim dogovorom ili referendumom. Poljaci su već 19. studenog u cijelosti kontrolirali grad. Međutim, borbe su se u okolnim krajevima, uz kratke prekide vatre, nastavile voditi do kraja srpnja 1919.
Sljedećih mjeseci ostatak Galicije pod vlašću Zapadnoukrajinske Narodne Republike, osvojili su ili Poljaci koji su nadirali sa zapada, ili snage Crvene armije s istoka. Tada je uslijedio dogovor ukrajinskog vojnog zapovjednika Simona Petljure koji je bio na čelu Zapadnoukrajinske Narodne Republike s Poljacima, gdje je dogovoren vojni savez između Poljaka i Ukrajinaca. Poljskoj je priznato pravo na Lavov i granicu na rijeci Zbruč u zamjenu za poljsku pomoć u borbama protiv boljševika.
Za vrijeme Sovjetsko-poljskog rata 1920. godine, grad su napadale snage Crvene armije pod vodstvom zapovjednika Aleksandra Jegorova. Polovicom lipnja te iste godine, konjaništvo Semjona Budjonoga trudila se osvojiti grad sa sjeveroistoka.
Istovremeno, grad se pripremao za obranu. Građani su oformili i u potpunosti opremili tri odreda pješaštva i dva odreda konjaništva i izgradili obrambene crte. Lavov su branile tri poljske divizije i jedan pomoćni ukrajinski odred pješaštva. Poslije teških borbâ koje su se vodile oko mjesec dana, 16. kolovoza, Crvena armija je prešla rijeku Istočni Bug i ojačana osmom divizijom, t.zv. Crvenim kozacima, počela napad na grad. Boj se odvijao s velikim brojem žrtava i na obje strane. Nakon tri dana neprestanog napada, sovjetske snage su odustale i prekinule napad.
Za junačku obranu, grad je bio nagrađen medaljom Virtuti Militari — «za hrabrost», najvećim poljskim vojnim odličjem. Ta medalja je naslikana na poljskom grbu grada. Mirom u Rigi, grad je i nadalje ostao u sastavu Poljske kao glavni grad Lavovskog vojvodstva, postavši jednim od glavnih poljskih kulturnih i znanstvenih središta. Ipak, ukrajinske tenzije su ojačale i suradnja Ukrajinaca u dvije države predstavljala je neprestanu opasnost za preuzimanje grada.
Drugi svjetski rat:
Vojska nacističke Njemačke napala je Poljsku 1. rujna 1939. Već 12. rujna Nijemci su bili u predgrađu Lavova i započeli s opsadom grada. U međuvremenu brojne su se poljske trupe iz središnje Poljske pokušavale probiti do grada kako bi organizirale obranu. Tjedan dana kasnije, poljska će vojska pod komandom Władysława Langnera izvršiti protunapad, no on neće uspjeti. Sukladno sporazumu Ribbentrop–Molotov, njemačke će snage zamijeniti sovjetske u opsadi Lavova, a već 23. rujna Langner će objaviti kapitulaciju i predati grad sovjetskim snagama na čijem je čelu bio Ukrajinac maršal Simon Timošenko.
Broj stanovnika Lavova 1939. dosezao je oko 340.000, od toga više od 100.000 građana činili su Židovi. Još više od 35.000 židovskih izbjeglica doselilo je u grad iz okupiranih dijelova Poljske. Hitler i Staljin su podijelili Poljsku, a podmetnutim plebiscitom, sovjetski dio Poljske, uključujući Lavov, bio je pripojen Ukrajinskoj Sovjetskoj Socijalističkoj Republici. Sovjeti su odmah počeli provoditi politiku depolonizacije. U razdoblju od siječnja do lipnja 1940., mnoštvo Poljaka i Židova je bilo deportirano na daleki istok Sovjetskog Saveza, dio je bio zarobljen, a dio prisilno nastanjen. 
Nakon što je Hitler prekršio dogovor Ribbentrop – Molotov,  sovjetske su snage bile prisiljene uzmaknuti pred naletima Nijemaca koji će od 1941. – 1944. držati vlast u gradu. Već od samog početka njemačke okupacije, sudbina njegovih građana postala je tragična. Židovsko stanovništvo bilo je primorano živjeti u novonastalom getu, a iz njega ih je većina završila u nekom od njemačkih koncentracijskih logora. Lavovski geto se smatra trećim po veličini iza Varšave i Łodźa. Uz Židove, i poljskom dijelu stanovništva bili su nametani kruti zakoni, što je rezultiralo masovnim pogubljivanjem stanovništva. Među prvima koji su stradali našli su se profesori lavovskog sveučilišta i ostatak poljske inteligencije.
Kako su se snage Crvene armije približavale gradu, 23. srpnja 1944. u Lavovu je podignut oružani ustanak na čelu s Armijom Krajovom i Władysławom Filipkowskim (poljski pokret otpora) koja je nakon četiri dana zauzela grad. Nakon toga civilno i vojno rukovodstvo grada bilo je pozvano na susret sa zapovjednicima Crvene armije. Svi su bili uhićeni od strane NKVD-a. Ostatak vojnih snaga koje su bile pod zapovjedništvom pukovnika Filipkowskog ili su bile prisiljene prijeći u redove sovjetske vojske ili su bili poslani u Gulag ili su nastavili s djelovanjem u pozadini. 
Kada je Crvena armija ušla u grad u njemu je ostalo manje od 300 Židova koji su se skrivali u gradskoj kanalizaciji. Godine 1944. Lavov ponovno ulazi u sastav Sovjetske Ukrajine, ali čak i kroz razdoblje sovjetske vladavine grad je u velikoj mjeri uspio sačuvati svoj ukrajinski nacionalni identitet. Krajem osamdesetih godina, odigrat će ključnu ulogu u borbi za samostalnost i demokraciju Ukrajine.
Neovisna Ukrajina:
Dana 24. kolovoza 1991., ukrajinski parlament donosi Deklaraciju o nezavisnosti, čime je označen početak nove epohe u povijesti grada Lavova, koji se vratio svojim ukrajinskim osnivačima.

## Znamenitosti
Povijesno središte grada Lavova je upisano na UNESCO-ov popis mjesta svjetske baštine u Europi 1998. godine kao izvanredan primjer spoja arhitektonskih i umjetničkih tradicija istočne Europe s talijanskim i njemačkim utjecajima, ali i utjecaja mnogih drugih etničkih skupina koje su, privučene u grad njegovim političkim i trgovačkim razvojem, u Lavovu osnovale samostalne četvrti unutar grada koje su još uvijek prepoznatljive.
Mnoge građevine su gotičke iz 13. stoljeća, vremena osnutka grada, a nakon požara 1527. i 1556. godine grade se građevine u europskim umjentičkim stilovima kao što su: renesansa, barok, neoklasicizam, ali i secesija i Art Deco. Mnoge od njih su ukrašene brojnim skulpturama, a panoramom dominiraju tornjevi starih crkava.
Stare višekatnice imaju skrivena unutarnja dvorišta, a grad ima više živopisnih groblja kao npr. groblje Lychakivskiy gdje su sahranjeni znameniti Poljaci. Po cijelom gradu razmješteni su spomenici mnogim znamenitim ljudima koji su povezani s Lavovom. Katedrala sv. Jurja koju je sagradio arhitekt Bernard Meretyn, odražava i zapadnjačke utjecaje i ukrajinsku baroknu arhitekturu. Katedralna bazilika Uznesenja Blažene Djevice Marije rimokatolička je katedrala iz 14. stoljeća. Nalazi se u starom dijelu gradu na Katedralnom trgu.
Kazalište Skarbek iz 1842. godine je treće po veličini u Središnjoj Europi, a Nacionalna opera je otvorena još 1913. godine. Lavov je još 1827. godine imao muzej, i to poljski muzej Lubomirscy. God. 1857. otvorena je muzejska knjižnica Bawarowski u kojoj se čuvaju najvrijednije knjige u Ukrajini. Ostali značajni muzeji su: Nacionalni muzej Lavov u sklopu kojega su Nacionalna galerija, Muzej religije (bivši Muzej ateizma) i Nacionalni muzej (bivši Muzej industrije).
UNESCO-va je komisija 15. rujna 2023., stavila je ovaj spomenik na Popis ugroženih mjesta svjetske baštine zbog ruske invazije na Ukrajinu.
- Armenska katedrala
- Vojno groblje branitelja grada Lavova
- Barutana
- Zgrada lavovskog sveučilišta Ivan Franko
- Renesansno dvorište kraljevske vile u Lavovu
- Preobraženska crkva
- Ulaz u jednu od vila u starom gradskom središtu
- Lavovska opera

## Znameniti stanovnici
| - Sholem Aleichem, židovski dramaturg na jidišu - Bohdan-Ihor Antonyč, pjesnik - Muhammad Asad, spisatelj - Emanuel Ax, pijanist - Stefan Banach, matematičar - Jurij Bašmet, svirač viole - Aleksandar Beljavski, šahist - Michał Piotr Boym, propovjednik, sinolog, prevoditelj, diplomat, botaničar, filolog, biolog i liječnik - Solomon Buber, bankar, filiozof i spisatelj - Ludwik Fleck, poljski liječnik i biolog - Ivan Franko, spisatelj, filozof - Aleksander Fredro, pjesnik i dramaturg - Leo Fuchs, glumac | - Maurice Goldhaber, liječnik - Zbigniew Herbert, pjesnik i spisatelj - Volodymyr Ivasjuk, skladatelj - Faina Kirschenbaum, izraelski političar Arhivirana inačica izvorne stranice od 15. siječnja 2011. (Wayback Machine) - Filaret Kolessa, etnograf i skladatelj - Maria Konopnicka, pjesnik i spisatelj - Solomija Krušeljnicka, operna pjevačica - Les Kurbas, glumac i redatelj - Stanisław Lem, spisatelj - Alfred James Lotka, američki matematičar i kemičar, rođen u Lavovu - Stanislav Liudkevych, skladatelj - Oleh Lužnyj, bivši nogometaš | - Ludwig von Mises, ekonomist - Richard von Mises, matematičar - Franz Xavier Mozart, skladatelj - Paul Muni, glumac - Anna Muzičuk, šahovska velemajstorica - Oleksander Myshuha, operni pjevač - Karl Radek, politički aktivist - Joseph Roth, spisatelj - Ruslana, pop pjevačica | - Leopold von Sacher-Masoch, spisatelj - Mariana Sadovska, pjevačica - Myroslav Skoryk, skladatelj - Josif Slipij, kardinal - Leopold Staff, modernistički pjesnik - Vasylj Stefanyk, spisatelj - Markijan Šaškevyč, spisatelj - Adam Ulam, povjesničar - Stanisław Ulam, matematičar - Svjatoslav Vakarčuk, rock glazbenik - Gabriela Zapolska, dramaturginja i glumica |

## Gradovi prijatelji
Lavov ima ugovore o partnerstvu sa sljedećim gradovima:
| - Banja Luka, Bosna i Hercegovina - Budimpešta, Mađarska - Corning, SAD - Freiburg im Breisgau, Njemačka - Grozni i Sankt-Peterburg, Rusija - Krakov, Łódź, Lublin, Przemyśl i Wrocław, Poljska | - Kutaisi, Gruzija - Novi Sad, Srbija - Rochdale i Whitstable, UK - Rishon LeZion, Izrael - Samarkand, Uzbekistan - Winnipeg, Kanada |

## Vanjske poveznice
- Turistička stranica grada Lavova
- Turistički vodiči grada Lavova  Arhivirana inačica izvorne stranice od 21. rujna 2020. (Wayback Machine)
- Ekološki turizam u Lavovu i Ukrajini
- Umjetnička galerija grada Lavova  Arhivirana inačica izvorne stranice od 13. srpnja 2009. (Wayback Machine)
- Stranica NK Karpaty iz Lavova  Arhivirana inačica izvorne stranice od 16. lipnja 2012. (Wayback Machine)
- Interaktivna karta grada Lavova  Arhivirana inačica izvorne stranice od 25. lipnja 2009. (Wayback Machine)
- “Lavovske reminiscencije” - foto-galerija Olene Krušynske (ukrajinski, engleski, talijanski)